# Albania en los Juegos Europeos de Minsk 2019
Albania participó en los Juegos Europeos de Minsk 2019. Responsable del equipo nacional fue el Comité Olímpico Nacional de Albania.
El equipo de Albania no obtuvo ninguna medalla en estos Juegos.